# Jolly Little Elves
Jolly Little Elves – amerykański krótkometrażowy film animowany Waltera Lantza z 1934 roku. Kreskówka należy do serii Cartune Classics i jest oparta na pierwszej opowieści z baśni braci Grimm Bajki o krasnoludkach. Film był nominowany do Oscara w kategorii najlepszy krótkometrażowy film animowany na 7. ceremonii wręczenia Oscarów, ale przegrał z filmem Żółw i zając.

## Fabuła
Ubogi szewc i jego żona pewnego zimowego wieczoru wpuszczają do domu zmarzniętego elfa. Dzielą się ze sobą kawą i ostatnim, stwardniałym pączkiem - elf pokazuje małżeństwu, że zanurzenie ciasta w kawie ponownie je zmiękcza. Po posiłku, elf dziękuje małżeństwu za gościnę i opuszcza dom, po czym szewc i jego żona idą spać. W nocy elf wraca do domu ze swoimi licznymi przyjaciółmi i w podzięce za okazaną dobroczynność tworzy wiele par butów w warsztacie szewskim. Następnego ranka szewc jest zaskoczony i zachwycony licznymi nowymi butami. Buty stworzone przez elfy stają się popularne, szewc i jego żona zostają bogaci, a jego sklep odwiedza nawet królowa. Na wielkim przyjęciu z kawą i pączkami, szewc i jego żona dziękują elfom.